# Georgian Bay
Georgian Bay (Jiřího záliv) je záliv v severovýchodní části Huronského jezera resp. jezera Michigan-Huron v kanadské provincii Ontario. Má rozlohu 15 000 km² a bývá označován za šesté z Velkých kanadských jezer. Od hlavní vodní masy jezera ho oddělují ostrov Manitoulin a Bruceho poloostrov, významnými přítoky jsou French River a Muskoka. Maximální hloubka zálivu dosahuje 171 metrů. Zátoka byla důležitou algonkinsko-huronskou obchodní cestou. Francouzský cestovatel Samuel de Champlain, který jako první Evropan zátoku prozkoumal, ji pojmenoval La Mer Douce (v češtině přibližně jako Mírné moře). Svůj současný název dostal záliv roku 1822 na počest britského krále Jiřího IV.
Z geologického hlediska tvoří záliv jižní okraj Kanadského štítu. V jeho vodách se nachází okolo třiceti tisíc skalnatých a vejmutovkou porostlých ostrovů, které jsou největším sladkovodním souostrovím světa. Část z nich tvoří Národní park Georgian Bay Islands, vyhlášený roku 1929. Podle pověsti, kterou vyprávějí domorodí Odžibvejové, ostrovy vznikly tak, že bůh Kitchikewana se zamiloval do dcery místního náčelníka a ze vzteku, že ho odmítla, začal házet balvany do jezera. Na motivy této legendy natočil režisér Jonathan Duder hraný film.